# Nicole Hackett
Nicole Leanne Hackett (Sídney, 10 de diciembre de 1978) es una deportista australiana que compitió en triatlón y acuatlón.
Ganó una medalla de oro en el Campeonato Mundial de Triatlón de 2000 y una medalla de bronce en el Campeonato de Oceanía de Triatlón de 2004. Además, obtuvo dos medallas de plata en el Campeonato Mundial de Acuatlón, en los años 1998 y 1999.

## Palmarés internacional
| Campeonato Mundial    | Campeonato Mundial    | Campeonato Mundial | Campeonato Mundial |
| Año                   | Lugar                 | Medalla            | Prueba             |
| --------------------- | --------------------- | ------------------ | ------------------ |
| 2000                  | Perth (Australia)     | Medalla de oro     | Individual         |
| Campeonato de Oceanía |                       |                    |                    |
| Año                   | Lugar                 | Medalla            | Prueba             |
| 2004                  | Devonport (Australia) | Medalla de bronce  | Individual         |

| Campeonato Mundial | Campeonato Mundial | Campeonato Mundial | Campeonato Mundial |
| Año                | Lugar              | Medalla            | Prueba             |
| ------------------ | ------------------ | ------------------ | ------------------ |
| 1998               | Noosa (Australia)  | Medalla de plata   | Individual         |
| 1999               | Noosa (Australia)  | Medalla de plata   | Individual         |